# Albino Buticchi
Albino Buticchi (Cadimare, 21 maggio 1926 – La Spezia, 13 ottobre 2003) è stato un dirigente sportivo italiano.

## Biografia
Nacque a Cadimare, frazione di La Spezia Figlio, con sei fratelli, di un giusta-carrozze e d'una lattaia, dopo una giovinezza nella Resistenza, contrassegnata anche da una deportazione, negli anni 60 divenne un imprenditore, petroliere. A cavallo tra gli anni 60 e 70 diventò responsabile della BP nel Nord Italia.
Dal primo matrimonio ebbe due figli: Nadia e Marco. Da una seconda relazione nacquero invece tre figli, ma lui ne riconobbe soltanto uno: Alfredo.
Nel 1972 divenne presidente del Milan, succedendo all'avvocato Federico Sordillo. Nella prima stagione sotto la sua presidenza, acquistò Chiarugi dalla Fiorentina. La squadra conquistò la sua terza Coppa Italia e la seconda Coppa delle Coppe. Perse però il campionato all'ultima giornata in seguito alla sconfitta con il Verona, nell'episodio che fu definito Fatal Verona. Nelle due stagioni successive il club ottenne piazzamenti di media classifica e perse tre finali di coppa (Supercoppa europea 1973, Coppa delle Coppe 1973-1974 e Coppa Italia 1974-1975). Entrato in contrasto con i tifosi e con il capitano Gianni Rivera per aver ipotizzato uno scambio tra lo stesso Golden Boy e Claudio Sala, lasciò la presidenza a Bruno Pardi il 21 dicembre 1975.
Accanito giocatore d'azzardo, nel 1983 tentò il suicidio sparandosi alla testa ed avendo successivamente problemi alla vista . Dopo la convalescenza fece beneficenza e si riconciliò con Rivera. Nell'aprile del 1992, dopo aver perso 430 milioni al casinò di Sanremo, probabilmente prostrato dalla ingente perdita di denaro, tentò nuovamente il suicidio impiccandosi fuori da una finestra della sua proprietà, ma invece cadde e riportò solo qualche trauma. La famiglia denuncio il casinò per "circonvenzione d'incapace", ma pochi mesi dopo, con la sentenza sfavorevole, perse la causa nei confronti della casa da gioco.
Interdetto dai figli, morì nel 2003 a La Spezia.